# Ardisia brenesii
Ardisia brenesii Standl. – gatunek roślin z rodziny pierwiosnkowatych (Primulaceae). Występuje naturalnie w Nikaragui, Kostaryce oraz Panamie. 

## Morfologia
PokrójZimozielony krzew dorastający do 2–4 m wysokości.
LiścieBlaszka liściowa ma kształt od odwrotnie jajowatego do lancetowatego. Mierzy 16–25 cm długości oraz 3–9 cm szerokości, jest całobrzega, ma uszatą nasadę i spiczasty wierzchołek. Ogonek liściowy jest nagi i ma 6–10 mm długości.
KwiatyZebrane w baldachogronach wyrastających z kątów pędów. Mają działki kielicha o owalnym lub eliptycznym kształcie i dorastające do 1 mm długości. Płatki są lancetowate i mają białą barwę oraz 2 mm długości.
OwocPestkowce mierzące 4-6 mm średnicy, o kulistym kształcie.

## Biologia i ekologia
Rośnie w lasach. Występuje na wysokości do 100 m n.p.m.